# NGC 4743
NGC 4743 é uma galáxia lenticular (S0) localizada na direcção da constelação de Centaurus. Possui uma declinação de -41° 23' 24" e uma ascensão recta de 12 horas, 52 minutos e 15,6 segundos.
A galáxia NGC 4743 foi descoberta em 8 de Junho de 1834 por John Herschel.